# 天主教蒙戈宗座代牧區
天主教蒙戈宗座代牧區（拉丁語：Vicariatus Apostolicus Mongensis）是乍得一個羅馬天主教宗座代牧區，直屬聖座。
代牧區的前身、蒙戈宗座監牧區成立於2001年12月1日，2009年6月3日升格。
代牧區包括乍得東部的廣大地區，幅蓋七個省份。2010年有教友6,000人（佔轄區總人口0.3%）、六個堂區、八名司鐸。現任宗座代牧為亨利‧庫德賴。